# Diecéze Acqui
Diecéze Acqui (italsky Diocesi di Acqui) je římskokatolická diecéze nacházející se v Itálii.

## Území
Diecéze zahrnuje 1 683 km², to je 70% Piemonte a 30% Ligurie. Biskupským sídlem je město Acqui Terme, kde se nachází hlavní chrám katedrála Nanebevzetí Panny Marie. Rozděluje se do 115 farností.
K roku 2015 měla 148 500 věřících, 95 diecézních kněží, 8 řeholních kněží, 16 trvalých jáhnů, 8 řeholníků a 351 řeholnic.

## Historie
Diecéze byla založena na konci 4. století a prvním biskupem se stal Maggiorino. Roku 1175 byla část jejího území použita na zřízení diecéze Alessandria. Dne 17. července 1817 získala část území diecéze Casale Monferrato.

## Seznam biskupů
- Maggiorino
- Massimo
- Severo
- Andrea
- Adeodato
- Ditario
- Sifidio
- Sedaldo
- Primo
- Valentino
- Tito
- Odalberto (zmíněn roku 844)
- Ragano (zmíněn roku 864)
- Bodone (před rokem 876 - po roce 891)
- Sedaldo (v období papeže Forma)
- Badone
- Dodone
- Restaldo (zmíněn roku 936)
- Adalgiso (před rokem 945 - po roce 952)
- Gotofredo (před rokem 967 - po roce 969)
- Benedetto (975 - 978)
- Arnaldo (978 - 989)
- Primo II. (989 - 1018)
- Brunengo (1018 - 1022)
- Dudone (1023 - 1033)
  - Sede vacante
- Svatý Kvido z Acqui (1034 - 1070)
- Opizzone (1070 - 1073)
- Alberto (1073 - po roce 1079)
- Azzone (1098 - 1132
- Uberto (asi 1136 - 1148)
- Enrico (zmíněn roku 1149)
- Guglielmo (zmíněn roku 1161)
- Galdino (asi 1170)
- Uberto II. (1177 - 1181)
- Ugo Tornielli (1183 - 1213)
- Anselmo I. (1215 - 1226)
- Ottone I. (1231 - 1238)
- Giacomo di Castagnole (1239 - 1240)
- Guglielmo II. (1240 - 1251)
- Alberto dei Marchesi di Incisa (1251 - 1251 či 1252)
- Enrico (1252 - 1258)
- Alberto II. (1258 - 1270)
- Bandino (1276 - 1277)
  - Tommaso da Camona (1277 - 1277)
  - Sede vacante (1277-1283)
- Oglerio (1283 - 1304)
- Oddone Belingeri (1305 - 1334)
- Ottobono del Carretto (1335 - 1342)
- Guido II. dei Marchesi di Incisa (1342 - po roce 1367)
- Evordo (zmíněn roku 1369)
- Giovanni (zmíněn roku 1370)
- Giacomo dei Marchesi di Incisa (1373 - 1373)
- Francesco (1373 - ?)
  - Corrado Malaspina, O.F.M. (1380 - ?) (antibiskup)
  - Beroaldo (1382 - ?) (antibiskup)
  - Valentino (1388 - ?) (antibiskup)
  - Guido (1400 - ?) (antibiskup)
  - Roberto (1403 - ?) (aantibiskup)
- Bl. Enrico Scarampi (febbraio 1396 - 10 aprile 1403 nominato vescovo di Feltre e Belluno)
- Bonifacio da Corgnato, O.F.M. (1403 - ?)
- Percivalle Sigismondo (1408 - ?)
- Matteo Gisalberti (1423 - ?)
- Bonifacio II. di Sigismondo (1437 - ?)
- Tommaso De Regibus (1450 - 1483)
- Costantino Marenco (1484 - 1497)
- Ludovico Bruno (1499 - 1508)
- Domenico Solino (1508 - ?)
- Giovanni Vincenzo Carafa (1528 - ?)
- Pierre van der Worst (Vorstius) (1534 - 1548)
- Bonaventura Fauni-Pio, O.F.M.Conv. (1549 - 1558)
- Pietro Fauno (1558 - 1585)
- Giovanni Francesco Biandrate di San Giorgio Aldobrandini (1585 - 1598)
- Camillo Beccio, C.R.L. (1598 - 1620)
- Gregorio Pedrocca, O.F.M. (1620 - 1632)
- Felice Crocca (o Crova), O.F.M.Conv. (1632 - 1645)
  - Clemente dalla Chiesa (1645 - 1647)
- Giovanni Ambrogio Bicuti (Beccuti) (1647 - 1675)
- Carlo Antonio Gozzano (1675 - 1721)
  - Sede vacante (1721-1727)
- Giambattista Roero di Pralormo (1727 - 1744)
- Alessio Ignazio Marucchi (1744 - 1754)
- Carlo Giuseppe Capra (1755 - 1772)
- Giuseppe Anton Maria Corte, O.E.S.A. (1773 - 1783 )
- Carlo Luigi Buronzo del Signore (1784 - 1791)
  - Sede vacante (1791-1796)
  - Carlo Giuseppe Compans de Bichanteau (1796 - 1796)
- Giacinto della Torre, O.E.S.A. (1797 - 1805)
- Maurice-Jean Madeleine de Broglie (1805 - 1807)
- Luigi Antonio Arrighi de Casanova (1807 - 1809)
  - Sede vacante (1810-1817)
- Carlo Giuseppe Maria Sappa de Milanes (1817 - 1834)
- Luigi Eugenio Contratto, O.F.M.Cap. (1836 - 1867)
  - Sede vacante (1867-1871)
- Giuseppe Maria Sciandra (1871 - 1888)
- Svatý Giuseppe Marello (1889 - 1895)
- Pietro Balestra, O.F.M.Conv. (1895 - 1900)
- Disma Marchese (1901 - 1925)
- Lorenzo Delponte (1926 - 1942)
- Giuseppe Dell'Omo (1943 - 1976)
- Giuseppe Moizo (1976 - 1979)
- Livio Maritano (1979 - 2000)
- Pier Giorgio Micchiardi (2000 - 2018)
- Luigi Testore (od 2018)